# Otto Diels
Otto Paul Hermann Diels (Hamburg, 23 januari 1876 – Kiel, 7 maart 1954) was een Duits scheikundige. Hij is vooral bekend van de diels-alderreactie, die hij samen met zijn student Kurt Alder in 1928 ontwikkelde en waarvoor ze in 1950 de Nobelprijs voor de Scheikunde ontvingen.

## Biografie
Diels was de tweede van de drie zonen van Hermann Diels (1848-1922), een professor in de filologie aan de Universiteit van Berlijn, en Bertha Dübell Diels (1847-1919). Zijn oudste broer, Ludwig (1874-1945), werd hoogleraar botanie, terwijl zijn jongere broer, Paul (1882-1963), hoogleraar Slavische filologie werd. Na zijn opleiding op een klassiek gymnasium ging Diels scheikunde studeren aan de Friedrich Wilhelm Universiteit van Berlijn, waar hij promoveerde in de groep van Emil Fischer. Na zijn promotie in 1899 accepteerde hij een positie als Fischers assistent aan de universiteits Instituut van Chemie.
Diels doceerde tot 1916 aan de Universiteit van Berlijn en was van 1916 tot zijn emeritaat in 1945 verbonden aan de Christian-Albrechts-Universität van Kiel als hoogleraar en directeur van het Chemisch Instituut.
In 1909 huwde hij – na een zesjarige kennismaking – Paula Geyer, de dochter van een ambtenaar. Samen kregen ze vijf kinderen: Volker, Hans Otto, Klaus Joachim, Renate en Marianne. Twee van zijn zonen, Hans en Klaus, kwamen om aan het Russisch Front in de Tweede Wereldoorlog. Meer onheil overkwam Diels toen tijdens een bombardement op Kiel zowel zijn onderzoeksinstituut als zijn woonhuis werden vernietigd. Dit bracht een abrupt einde aan zijn werkzaamheden, en hij was niet meer in staat dit na de oorlog te herstellen.
In 1950 kreeg hij met Kurt Alder, zijn student, de Nobelprijs voor de Scheikunde "voor hun ontdekking en ontwikkeling van de alkadieen synthese," bekend als de diels-alderreactie – de vorming van een cyclische verbinding door de reactie van een aldehyde, een carbonzuur of een ester met een geconjugeerde alkadieen. Deze verbluffende reactie wordt als een van de krachtigste reacties in de organische chemie gezien en is een zeer belangrijke synthesemethode voor het maken van zesring-verbindingen.